# Блу-Болл

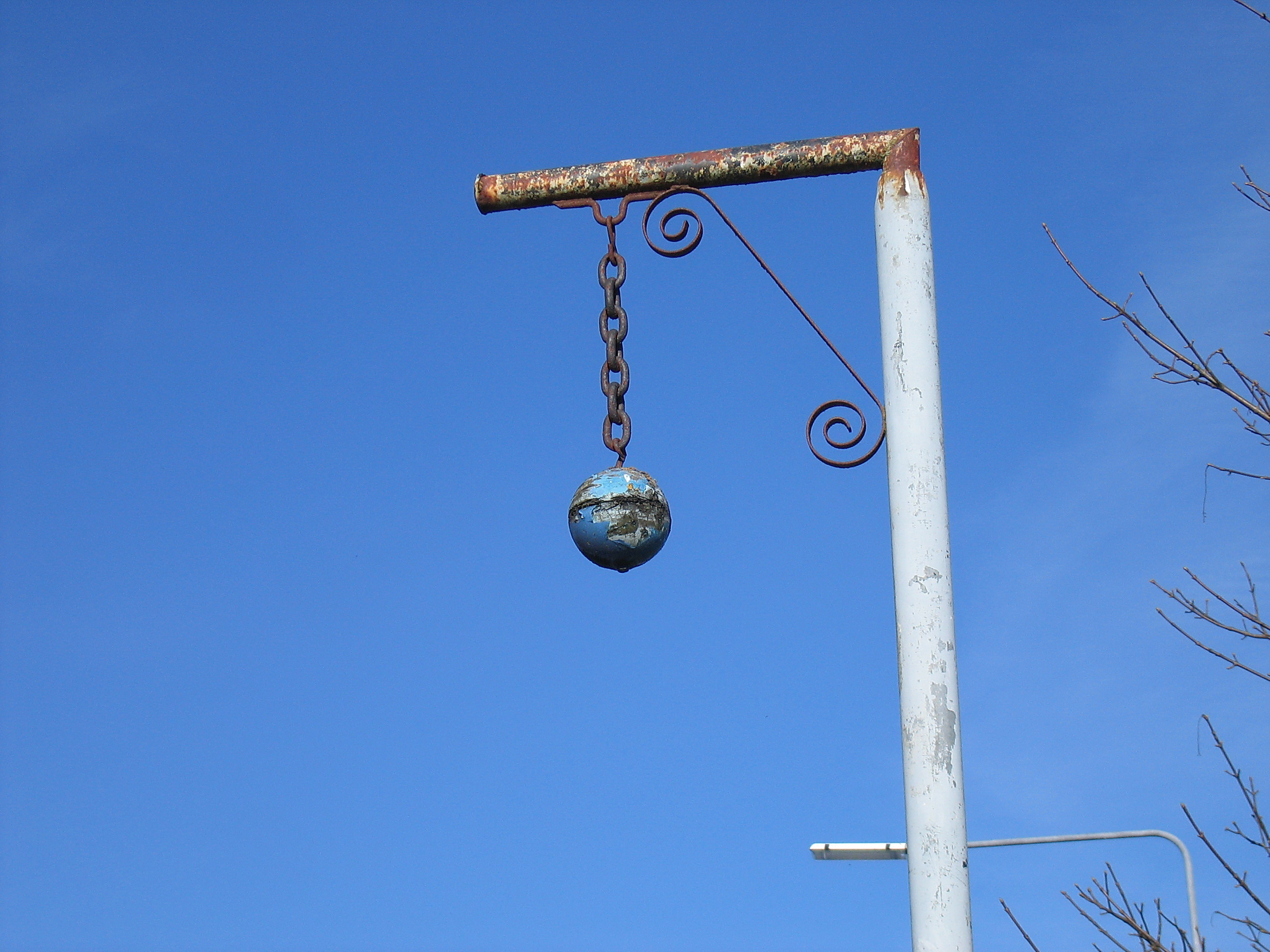
Указатель на деревню

Блу-Болл (англ. Blue Ball; ирл. An Phailís) — деревня в Ирландии, находится в графстве Оффали (провинция Ленстер) у пересечения дорог N52 и R357.